# Letališče Osijek
Letališče Osijek je letališče na Hrvaškem, ki leži 20 km vzhodno od Osijeka.